# Leque
O leque é um objeto de uso pessoal usado para abrandar o calor. Foi muito usado pelas elites europeias, no período de 1670 a 1930, como um forte símbolo de luxo e elegância.

## Etimologia
A palavra portuguesa leque é a forma abreviada de abano léquio, sendo léquio o adjetivo relativo às ilhas Léquias, situadas a sul do Japão.

## Tipos
Os leques são populares na Ásia e em algumas partes da África e Oceania.
Representam o Elemento Ar e podem ser usados para equilibrar algo, como por exemplo dois leques usados como equilíbrio no corpo. Existem uma variedade imensa de cores, estilos e materiais utilizados para a fabricação desses objetos.
Os leques orientais foram utilizados como armas brancas na Antiguidade e no período Medieval, e hoje são vistos como objetos decorativos.

## A evolução do leque
Alguns autores defendem a ideia de que o aparecimento do leque se deu no Japão, entre os séculos VI e VIII.
Outros situam o surgimento do leque quase que ao mesmo tempo do surgimento do homem - e muitos são os mitos e lendas que tratam de sua origem - assim como diferentes povos se dizem responsáveis pela criação desse acessório.

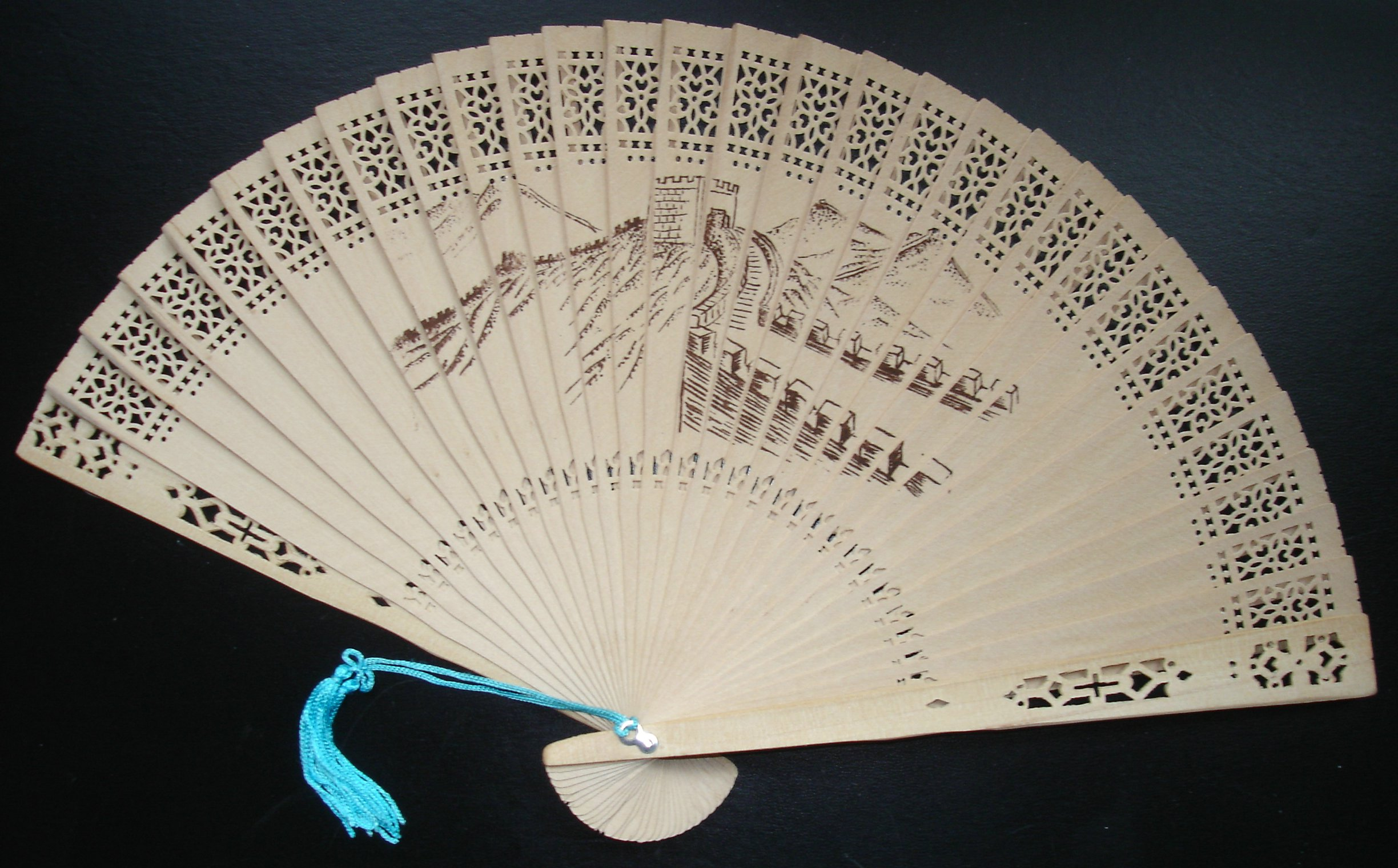
Leque oriental, feito em madeira

Dizem que Cupido, o deus do amor, inebriado pela beleza de sua amada Psique, furtou uma asa de Zéfiro, o deus do vento, para refrescar sua amada enquanto dormia. A versão chinesa atribui a Kan-Si, filha de um poderoso mandarim, a criação do leque, uma vez que, não mais suportando o calor durante um baile de máscaras, e não podendo expor seu rosto aos olhares indesejáveis, dele se serviu para abanar-se, tendo logo seu gesto imitado por outras damas do baile.
As principais civilizações desde a Antiguidade fizeram uso dele, como o Egito, Assíria, Pérsia, Índia, China, Grécia e Roma, tendo ele sido utilizado como símbolo de poder em sua essência. As ventarolas foram as primeiras a chegarem na Europa durante os séculos XII e XIII provenientes do Oriente através das Cruzadas. Porém foi apenas no século XVI, quando os portugueses trouxeram os primeiros exemplares das suas colônias da Ásia, que iniciou-se de fato a moda de seu uso na Europa. Sendo assim nos séculos XVII, XVIII e XIX tornaram-se um complemento indispensável à vaidade feminina, invadindo salões e despertando paixões.
Fabricados de diferente materiais e técnicas como o marfim, a madrepérola, o charão, a tartaruga, as madeiras perfumadas, as plumas, os tecidos e os papeis pintados em litografia aquarelada ou tempera. Com cenas de gênero galantes, mitológicas, campestres ou orientais, muitas vezes retratando momentos históricos. Dentre tantas variações temos os comemorativos, de penas, plumas, com rendas, com tecido, tipo “baralho”, “mandarim”, com papel e as ventarolas.

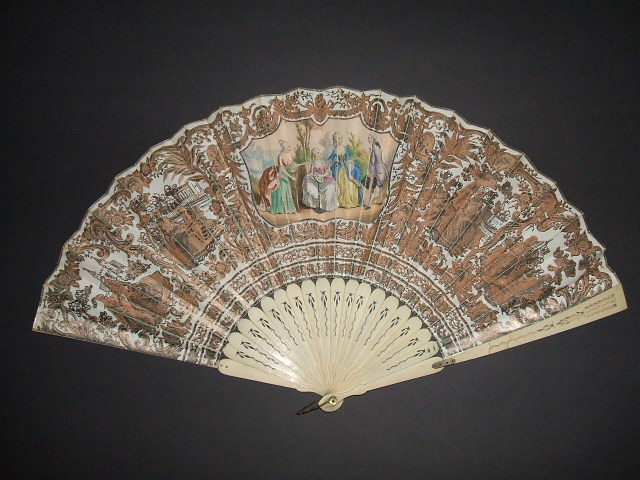
Leque de 1845

A armação do leque apresenta duas partes, uma interna e outra externa e é formada de varetas, sendo que as externas tem o nome de varetas mestras, e a da frente, a principal. As varetas mestras são geralmente mais ornamentadas do que as simples, em muitas vezes apresentam as iniciais da dona do leque. No "leque indiscreto", eram colocados pequenos espelhos que permitiam as damas ver a movimentação ao seu redor, sem serem vistas. A "folha" é a parte mais decorada do leque que podia ser feita com pinturas sobre tecido, papel, pergaminho, rendas, seda, etc, sendo geralmente ornamentadas com pinturas ou bordados com lantejoulas metálicas ou mesmo com fios de ouro ou prata.
É neste contexto de luxo e sedução que no século XIX toma força a "Linguagem do Leque". Esta era um complicado sistema de posições e gesticulações que possibilitavam as damas se comunicar e flertar.
Desde meados do século XVIII, a França foi a principal fabricante de leques e adereços de luxo. Com o desgaste ocasionado pela Revolução Francesa na produção deste tipo de produto, entram no mercado, importados pela Inglaterra, os leques orientais. Estes eram confeccionados em charão, sândalo ou marfim e traziam geralmente estampas de caráter bucólico e cenas de vida cotidiana. Após a ascensão de Napoleão Bonaparte ao trono francês, a vida na corte toma outros rumos e a produção dos artefatos de luxo revigora-se. Neste período os leques, bem como a moda por completo, inspiram-se nos ideais clássicos, com cenas de faunos e bacantes, e nos modelos napoleônicos.
Com a queda de Napoleão, a restauração do governo da França nas mãos da monarquia e as mudanças realizadas na moda entre 1820 e 1830 com o aumento das saias e das mangas, o leque acompanha esta evolução duplicando seu tamanho anterior, passando de 15 para 30 centímetros. Com a indústria do luxo consolidada, a produção francesa gera raridades como leques em prata dourada, além de desenvolver máquinas de perfuração e gravação em osso e marfim. Nas décadas de 1830 e 1840, o leque manteve seu tamanho variando entre os 30 e 29 centímetros. A folha ou panache ainda era feita de papel, ricamente decorado com aquarelas ou litogravuras por vezes pintadas e guarnecidas de prata.
Por volta de 1845, os leques, antes finos e longos, ganham mais forma nas varetas. Esta mudança deve-se ao primeiros leques "Mandarim" trazidos pelas casas de importação inglesas de suas colônias na China.
Em 1850, a evolução antes descrita já se mostra forte nas oficinas dos melhores Eventelistes da Europa. Um formado mais oval é adotado e muito aceito. Esta vareta de formato modificado iria alongar-se quase fazendo desaparecer a folha do leque, mas em 1855 em diante, a folha voltaria com força total.
Entre 1860 e 1870, os leques ganham decoração diferenciada nas folhas, que são agora feitas de tafetá duplo com forro de papel jornal liso e fino, que dá maior estabilidade ao tecido e alonga a durabilidade da peça. É neste período que também aparecem os primeiros leques com características inovadoras, como os leques de plumas, de penas exóticas, de rendas, de casco de tartaruga, entre outros.
De 1870 a 1890 as variações na estrutura dos leques não são significativas e apenas ocorrem mudanças no tamanho, que acompanha a evolução das mangas Mutton, em meados de 1895 e 1896. Nos anos seguintes, num movimento inverso, o leque acompanha a moda e o estancar dos vestidos entre 1887 e 1900.

## Evolução da estrutura
Na questão dos materiais, vemos uma diversidade infinda de materiais usados na confecções dos leques no século XIX. Para as estruturas a madeira foi a primeira a ser empregada na manufaturas de leques e abanos, mas foram o marfim e o osso, os mais antigos a serem usados, na confecção de estruturas de melhor qualidade voltado à elite. Entre 1730 e 1750, aparecem os primeiros leques de estrutura em madrepérola, que eram geralemnte lisas, e posteriormente gravadas e cobertas com folhas de prata ou ouro.
No alvorecer do século XIX, as técnicas subjacentes permanecem, e a confecção do leque ainda vai empregar os mesmos materiais e técnicas, até que em 1830, aparecem os leques feitos de “Tortoise Blonde” (casco de “tartaruga-loura”). A tartaruga vai ser desde então muito utilizada pelos Eventelistes (fabricantes e leques) do século XIX.

## Evolução da folha
A “Folha”, parte que produz o vento no leque, também fora diversamente modificada na evolução do leque. Do século XVII até 1850, era em sua maioria feita em papel, previamente pintado e dobrado. Foi em meados de 1850 que a seda, gomada para ser mais preciso, passou a ser empregada na confecção dos leques. Mais tarde com o advento e o desenvolvimento da técnica de folha dupla com entermeio de papel, que se pode diversificar, e tecidos como o taffetá, o moireé, a gauze, a renda, entre outros passaram a fazer parte do repertorio de tecidos, aplicado à manufatura das folhas.
A arte da plumaria começara a ser empregadas desde 1840 na decoração de leques com fios de marabout, inspirados nos leques mandarim. Em finais de 1860 e inicio de 1870 aparecem os primeiros modelos de leques de pluma de avestruz. Desde então ganhou fama e virou sinônimo de voluptuosidade e sedução, sendo muito requisitado e usado nas óperas, bailes, recepções, entre outras festividades até a década de 1930.

## Curiosidade
- Eis uma frase de Madame de Staël, uma dama da sociedade francesa, a respeito do leque:

"Há tantos modos de se servir de um leque que se pode distinguir, logo à primeira vista, uma princesa de uma condessa, uma marquesa de uma routurière. Aliás, uma dama sem leque é como um nobre sem espada."